# Francisco Ginella
Francisco Ginella Dabezies (Montevideo, Uruguay, 21 de enero de 1999) es un futbolista uruguayo. Juega de centrocampista y su equipo actual es Defensor Sporting de la Primera División de Uruguay.

## Trayectoria
El 16 de diciembre de 2019, Los Angeles FC de la Major League Soccer anunció el fichaje de Ginella.

## Selección nacional
Ha sido internacional a nivel juvenil por la selección de Uruguay.

## Estadísticas
Actualizado al último partido disputado el 10 de mayo de 2024.
| Wanderers · Uruguay           | 1.ª           | 2018          | 7  | 0 | - | - | 0  | 0 | 7   | 0 |
| Wanderers · Uruguay           | 1.ª           | 2019          | 25 | 1 | - | - | 1  | 0 | 26  | 1 |
| Wanderers · Uruguay           | Total club    | Total club    | 32 | 1 | 0 | 0 | 1  | 0 | 33  | 1 |
| Los Angeles FC Estados Unidos | 1.ª           | 2020          | 25 | 1 | 0 | 0 | 4  | 0 | 29  | 1 |
| Los Angeles FC Estados Unidos | 1.ª           | 2021          | 17 | 0 | 0 | 0 | 0  | 0 | 17  | 0 |
| Los Angeles FC Estados Unidos | Total club    | Total club    | 42 | 1 | 0 | 0 | 4  | 0 | 46  | 1 |
| Nacional · Uruguay            | 1.ª           | 2022          | 9  | 0 | 2 | 0 | -  | - | 11  | 0 |
| Nacional · Uruguay            | 1.ª           | 2023          | 12 | 0 | 1 | 0 | 3  | 1 | 16  | 1 |
| Nacional · Uruguay            | 1.ª           | 2024          | 4  | 0 | 1 | 0 | 2  | 0 | 7   | 0 |
| Nacional · Uruguay            | Total club    | Total club    | 25 | 0 | 4 | 0 | 5  | 1 | 34  | 1 |
| Total carrera                 | Total carrera | Total carrera | 99 | 2 | 4 | 0 | 10 | 1 | 113 | 3 |
| 1.                            |               |               |    |   |   |   |    |   |     |   |

## Palmarés

### Títulos nacionales
| Título            | Club     | País    | Año  |
| ----------------- | -------- | ------- | ---- |
| Torneo Intermedio | Nacional | Uruguay | 2024 |